# Stillfried & Andersen

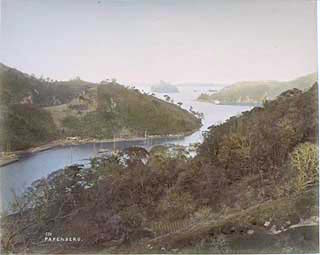
Une photographie colorisée à la main imprimée par Stillfried & Andersen, entre 1862 et 1885.

Stillfried & Andersen, ou Association photographique japonaise (日本写真社), est un ancien studio photographique fondé par le baron Raimund von Stillfried et Hermann Andersen et qui était basé à Yokohama au Japon entre 1876 et 1885. Le studio est connu pour avoir réalisé de belles photos de paysages et de portraits, souvent colorisées à la main, et qui était présentées dans des albums reliés. La société produisit aussi des impressions de négatifs de Felice Beato.
Après au moins deux visites au Japon dans les années 1860, le baron Raimund von Stillfried, un aristocrate et photographe autrichien s'installa à Yokohama en 1868 où il apprit la photographie auprès de Felice Beato. En août 1871, il fonda son propre studio photographique appelé Stillfried & Co.. En 1875, Hermann Andersen devint un employé du studio mais l'année suivante, il s'associa avec Stillfried et la société fut renommée Stillfried & Andersen. Celle-ci fut néanmoins listée sous le nom d'Association photographique japonaise en 1875. Jusqu'en 1885, la firme fonctionna sous ces deux noms.
En 1877, Stillfried & Andersen racheta le studio et les fonds de Felice Beato, et la même année ou peu après, la société publia Vues et costumes du Japon, qui comprenait des photographies de Beato et de Stillfried, ainsi que des réimpressions d'œuvres de Beato.
Le partenariat entre Stillfried et Andersen fut légalement dissous en 1878, bien qu'Andersen continuât à diriger le studio sous le nom de Stillfried & Andersen. Dans les années qui suivirent, un certain nombre de conflits juridiques eurent lieu entre les deux, et cela impliqua même le frère de Stillfried, Franz von Stillfried. Vers 1885, Kimbei Kusakabe acquit une quantité non négligeable de négatifs de Stillfried, qu'il publia dans certains de ses albums dans les années 1880 et 1890. La société Stillfried & Andersen fut finalement rachetée par Adolfo Farsari en 1885, à un moment où Stillfried et Andersen avaient déjà quitté le Japon. Farsari acquit alors la majeure partie des négatifs, juste avant qu'ils ne soient détruits dans un incendie en 1886 avec tout le stock de Farsari.

## Collections
Les photographies de Stillfried & Andersen peuvent être trouvées dans le:
- Royal Collection Trust, Royaume-Uni
- Musee Guimet, Paris
- Centre canadien d'architecture[2], Montréal